# Nippon Foundation

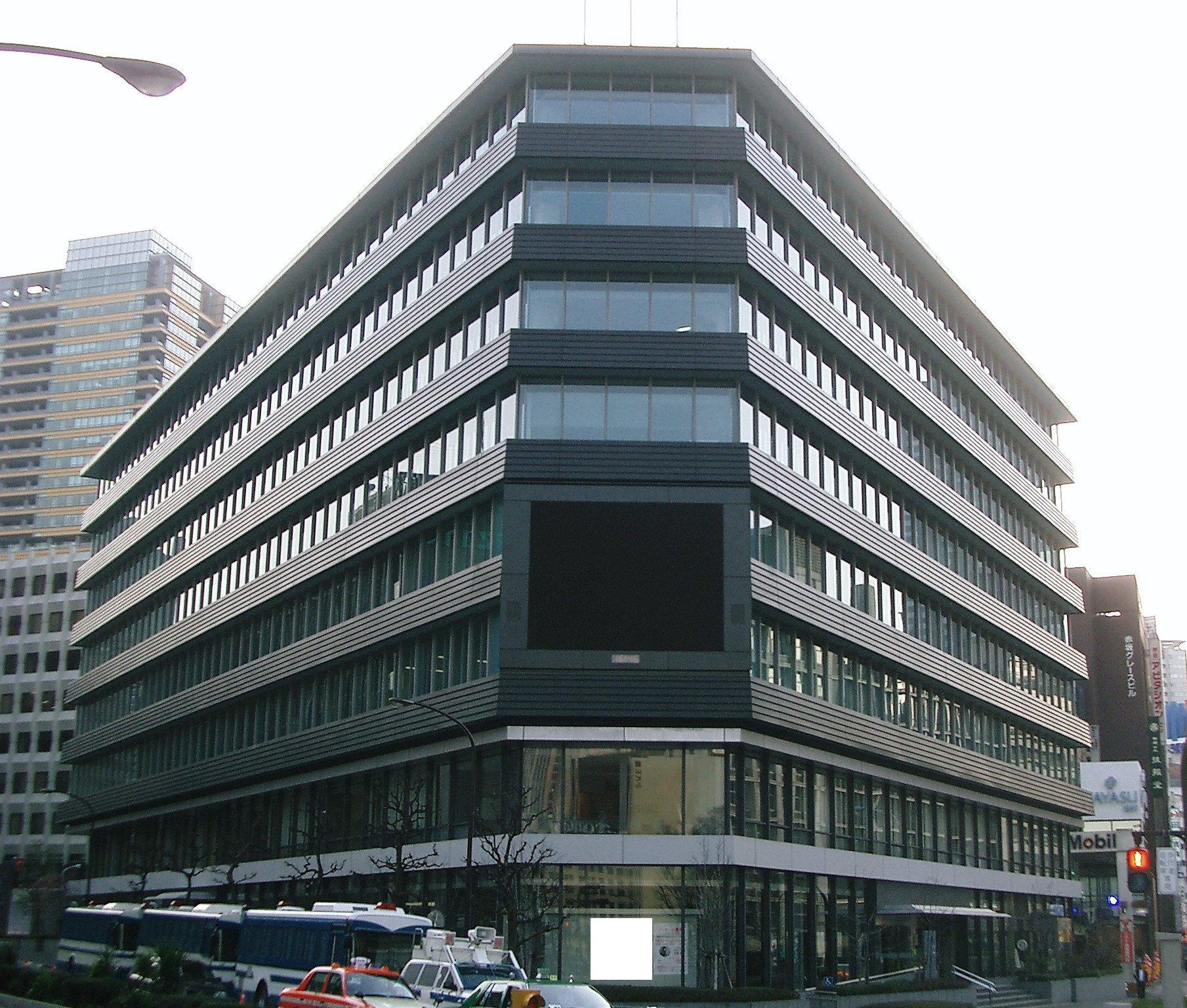
Nippon Foundations högkvarter i Akasaka, Tokyo

Nippon Foundation (japanska: 日本財団?, Nipponzaidan), (eng. The Nippon Foundation) är en privat välgörenhetsorganisation med säte i Tokyo, Japan. Organisationen grundades av den kontroversielle affärsmannen, Ryoichi Sasakawa, i syfte att bidra till Japans återuppbyggnad efter andra världskriget. Stiftelsen finansieras av vinstmedel från spelverksamhet kring motorbåtsracing. Dess nuvarande ordförande är Yohei Sasakawa, WHO:s Goodwill-ambassadör för leprautrotning.

## Historik
The Japan Shipbuilding Industry Foundation, idag Nippon Foundation, bildades 1962 med syfte att kanalisera vinstmedel från spelverksamhet, i detta fall motorbåtsracing, till samhälleliga ändamål och välgörenhet. Idén, som kom från den japanske affärsmannen Ryoichi Sasakawa, var något nytt för Japan vid den tiden. Sammanlagt inkluderades fyra sportgrenar, förutom motorbåtsracing också hästsport, motorcykel och cykeltävlingar i ett system av legala spel under myndighetskontroll och med syfte att bidra till återuppbyggnaden av Japan, socialt och industriellt, efter förödelsen under andra världskriget.
I november 1980 bildades United States-Japan Foundation i New York. Stiftelsens ändamål är att “stärka banden mellan amerikaner och japaner genom att stödja projekt som främjar ömsesidig kunskap och utbildning, fördjupar förståelsen, skapar effektiva kommunikationskanaler och som berör gemensamma intressen i en allt mer ömsesidigt beroende värld.” Liknande organisationer finns idag mellan Japan och flera andra länder.
Efter Ryoichi Sasakawas död 1995 ändrades namnet till The Nippon Foundation. Författaren Ayako Sono ledde stiftelsen mellan åren 1995 och 2005. Sasakawas son Yohei Sasakawa övertog därefter Nippon Foundations ordförandeskap.
Idag anordnas motorbåtsracing på 24 platser i Japan och cirka 2,6% av spelintäkerna tillfaller Nippon Foundation. En stor del av intäkterna går också fortsatt till landets 113 kommuner för insatser på välfärdsområdet och till infrastruktursatsningar. I takt med att den japanska ekonomin under 1980-talet växte och integrerades allt mer med omvärlden, riktades även Nippon Foundations intresse i ökande utsträckning mot omvärlden. Ett 20-tal stiftelser etablerades under denna period, bland annat för att öka intresset och förståelsen för Japan i andra länder. En av dessa var Scandinavia-Japan Sasakawa Foundation.

## Översikt
Stipendiestöd utdelas för utvalda program och projekt, som initieras och genomförs av NGO:er och andra internationella organisationer världen över. Nippon Foundations årliga utbetalningar, exklusive indirekta kostnader, uppgick 2002 till ungefär 368 miljoner US$, av vilka omkring 14% spenderades på utrikes bistånd. Nippon Foundation står under tillsyn av det Japanska transportministeriet som granskar räkenskaper och verksamhet. Samtliga projekt måste föredras för transportministeriet innan de kan påbörjas.
Nippon Foundations aktiviteter är uppdelade på fyra huvudområden: 
- Inhemsk social välfärd
- Inhemskt volontärstöd
- Maritim utveckling
- Utrikes samarbetsbistånd

Tillsammans med sina samarbetspartners, Sasakawas Fredsstiftelse och the Tokyo Foundation, har stiftelsen stött och implementerat en mängd olika utbyten av personer och utvecklingsprojekt kring mänskliga resurser. Det finns omkring 30 000 studenter från hela världen som deltagit i dessa projekt. 
I betydande utsträckning har kapital från Nippon Foundation stöttat myndigheter under FN, däribland Världshälsoorganisationen och Unicef. Stiftelsen har medverkat till att lindra svält, stödja flyktinghjälp, och bekämpning av smittsamma sjukdomar såsom spetälska.

### I Sverige
Scandinavia-Japan Sasakawa Foundation, SJSF, har sitt säte i Stockholm. Den är en svensk/nordisk stiftelse, som sedan 1986 delar ut anslag och stipendier till organisationer, institutioner och enskilda personer i de nordiska länderna och Japan. Bidragen skall avse stöd till forskning, utveckling och utbildning inom naturvetenskap, teknik, medicin, samhällsvetenskap, humaniora, journalistisk och kulturell verksamhet. Stiftelsens styrelse består av femton personer, varav tre är japaner och de övriga från de nordiska länderna. Ambassadör Magnus Vahlquist efterträdde 2006 Gunnar Hambraeus som stiftelsens ordförande.
Huvuddelen av de svenska anslagen har givits till institutioner och större utbytesprojekt, men även till individuella stipendier för studier, forskning eller kontaktresor förekommer. Den årliga anslagssumman är omkring 2 miljoner SEK. Anslag av motsvarande storlek har även fördelats till mottagare i Danmark, Finland, Norge och Island samt i Japan.
Sweden-Japan Foundation och SJSF brukar samtidigt utlysa och utdela sina stipendier vid en gemensam högtid i samband med Svensk-Japanska Sällskapets årsmöte.

## Kontroverser
Grundarens Ryoichi Sasakawa förflutna och politiska attityd var på 1980-talet föremål för en noggrann granskning i svenska regeringskansliet, framförallt inom utrikesdepartementet, då sonderingar om svenskt intresse för att motta en donation gjordes. Det var ett känsligt ärende men slutsatsen blev att fördelarna övervägde nackdelarna i den formella bedömningen. I samband med att stiftelsen etablerades tog statsminister Olof Palme emot Sasakawa. Den så kallade ”Palmekommissionen” för fred i Mellanöstern hade tidigare erhållit bidrag från Nippon Foundation.
Frågan om det moraliska i denna hantering togs åter upp 30 mars 2008 av journalisten Kristina Hedberg i SR:s program Kaliber. Programmet fick utstå en hel del kritik för sina bristande källor och anklagelser, bland annat i en artikel av Cordelia Edwardsson i Svenska Dagbladet 7 april 2008.
Fastän stiftelsens huvudsakliga internationella engagemang är "att stödja humanitära initiativ som är inriktade på att förbättra social, kulturell och ekonomisk välgång i utvecklingsänder och att bekämpa fattigdom världen över", har den engagerat sig i politiskt känsliga aktiviteter. Således har stiftelsen gett stöd till undersökningar och åtgärder vid atollen Okinotorishima (沖ノ鳥島) belägen i västra Stilla havet, drygt 1 000 km sydost om Okinawa. Atollen är föremål för en tvist mellan Japan och Kina, dock inte när det gäller Japans territoriella rätt till Okinotorishima, utan huruvida den enligt FN:s havsrättskonvention formellt är att betrakta som en ö. Japan har sedan 1996, då man tillträdde konventionen hävdat detta och gör därmed anspråk på en större exklusiv ekonomisk zon (EEZ) i de omkringliggande vattnen. Sedan 2004 har Kina gett uttryck för en annan uppfattning, att atollen enbart är att betrakta som en klippa och följaktligen inte ger Japan sådana rättigheter.
Ytterligare en kontrovers som berört Nippon Foundation var en omfattande familjeplaneringskampanj i Peru 1996 – 2000. Kampanjen stöddes av såväl Nippon Foundation som Förenta Nationerna, USAID och andra internationella organisationer. I efterhand uppdagades att under kampanjen, som genomfördes under Alberto Fujimoris presidenttid, tvångssteriliserades närmare 300 000 kvinnor, de flesta tillhörande ursprungsbefolkningen.